# Le Fresne-Poret
Le Fresne-Poret est une commune française, située dans le département de la Manche en région Normandie, peuplée de 222 habitants.

## Géographie
La commune est au sud-est du département de la Manche, limitrophe de l'Orne et à proximité du Calvados, et donc entre Mortainais, bocage virois et bocage flérien. L'atlas des paysages de la Basse-Normandie place la commune à l'ouest de l'unité des hauts pays de l’ouest ornais et du Mortainais située majoritairement au nord-ouest du département de l'Orne et caractérisée par un « paysage rude, marqué par un relief complexe modelé par les cours d’eau qui en divergent comme d’un château d’eau ». Son bourg est à 8 km à l'est de Sourdeval, à 10 km au sud-ouest de Tinchebray et à 13 km au nord-est de Mortain.
Deux routes départementales se croisent dans le bourg. La D 60 permet au sud de joindre Barenton et au nord-est Tinchebray. La D 83 mène au nord-ouest à Saint-Martin-de-Chaulieu et au sud-est à Ger. Sourdeval est accessible à l'ouest en empruntant la D 60, puis la D 499 dès la limite communale franchie.
Fait exceptionnel pour une commune de la Manche, Le Fresne-Poret est très majoritairement dans le bassin de la Loire (Heussé, Saint-Georges-de-Rouelley et Ger, sont aussi dans ce cas), par son sous-affluent l'Égrenne qui délimite le territoire du nord-ouest à l'est. Plusieurs courts affluents parcourent le territoire communal dont l'un contourne le bourg. Seule une petite partie au sud-ouest du territoire alimente la Sée Rousse, une des ramifications de la Sée, fleuve côtier.
Le point culminant (316 m) se situe au sud-ouest, près du lieu-dit la Frainée, sur la ligne de partage des eaux. La cote de 314 m est également atteinte plus au sud, près de la Ferme et des Hautes Brousses. Le point le plus bas (203 / 204 m) correspond à la sortie de l'Égrenne du territoire, au sud-est. La commune est bocagère.
Les lieux-dits sont, du nord-ouest à l'ouest, dans le sens horaire : la Bobichère, l'Étre Niobey, la Mannière, la Thébaudière, la Gauterie, l'Haltière, la Huberdière, le Pont d'Égrenne (au nord), le Val Petit, le Bas Pont, la Petite Vallée, le Bourg Donné, le Petit Bourg Donné, les Brousses, Frévalet, la Vente Loisel, les Brousses Guermont, le Bois du Fresne, le Beaulieu, le Moulin du Fresne, la Fieffe aux Chèvres (à l'est), les Oziers, les Carreaux, le Moulin du Pont Auray, la Noë Aubay, l'Embûche de Bas, le Sot Coin, l'Embûche, la Brousse au Cheval, le Petit Ruet, le Bas Pied Fût, les Prés (au sud), la Ferme, les Hautes Brousses, la Fieffe Boulay, la Rochais, la Clairière, la Valette, le Maupas, le Maupertuis, la Frainée, les Auges, le Logis, les Hayes, l'Aujardière, le Bourg et la Goderie (à l'ouest).
| Sourdeval      | Saint-Christophe-de-Chaulieu (Orne) | Tinchebray-Bocage (Orne) (comm. dél. de Saint-Jean-des-Bois) |
| Sourdeval      | du Fresne-Poret                     | Ger                                                          |
| Sourdeval, Ger | Ger                                 | Ger                                                          |

### Hydrographie
La commune est traversée par la ligne de partage des eaux entre les bassins hydrographiques Seine-Normandie et Loire-Bretagne. Elle est drainée par l'Égrenne et la Sée Rousse,,.
L'Égrenne, d'une longueur de 37 km, prend sa source dans la commune de Chaulieu et se jette  dans la Varenne à Saint-Mars-d'Égrenne, après avoir traversé dix communes. 

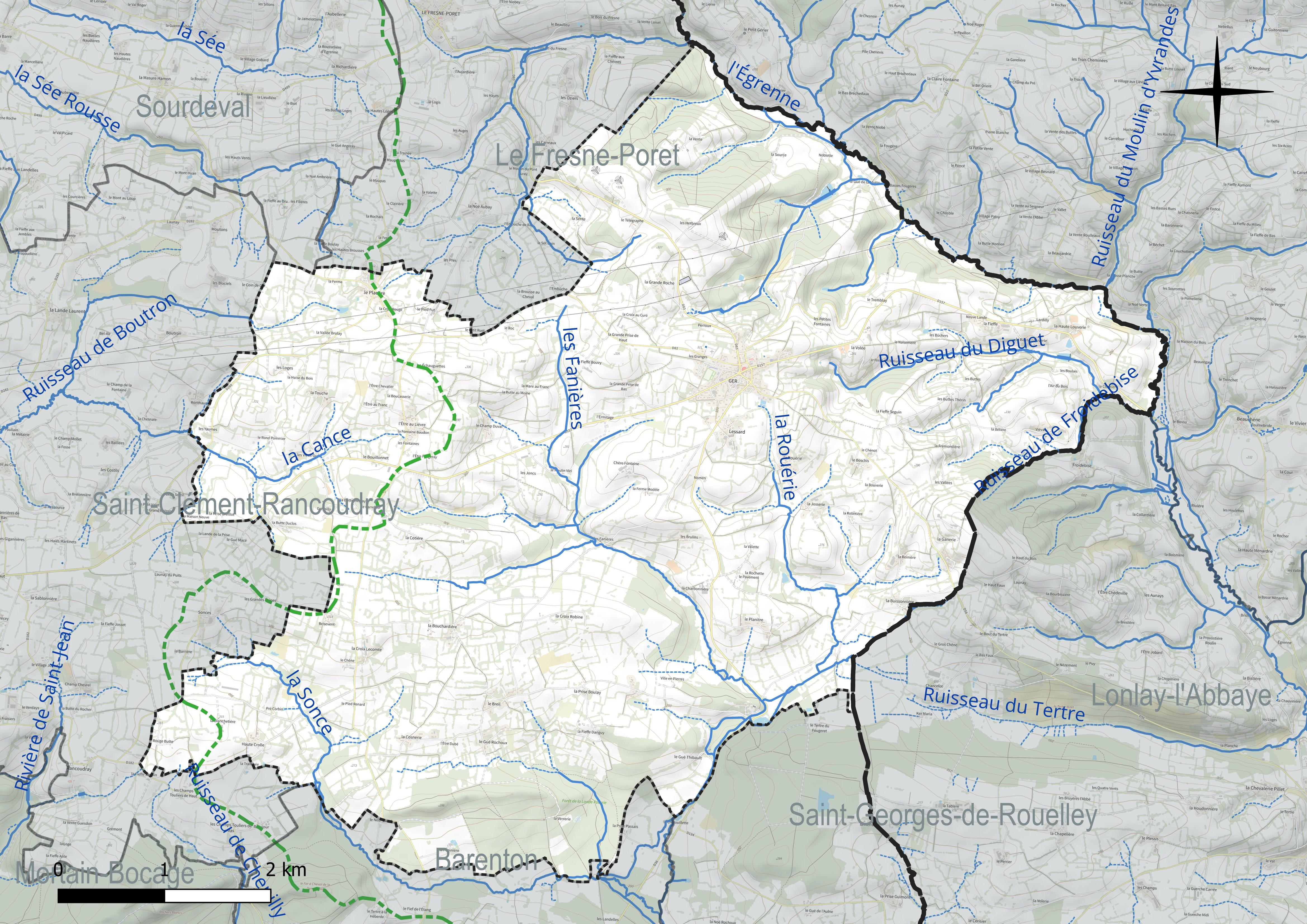
Réseau hydrographique du Le Fresne-Poret.

### Climat
Pour des articles plus généraux, voir Climat de la Normandie et Climat de la Manche.
En 2010, le climat de la commune est de type climat océanique franc, selon une étude du CNRS s'appuyant sur une série de données couvrant la période 1971-2000. En 2020, Météo-France publie une typologie des climats de la France métropolitaine dans laquelle la commune est exposée à un climat océanique et est dans la région climatique  Normandie (Cotentin, Orne), caractérisée par une pluviométrie relativement élevée (850 mm/a) et un été frais (15,5 °C) et venté. Parallèlement le GIEC normand, un groupe régional d’experts sur le climat, différencie quant à lui, dans une étude de 2020, trois grands types de climats pour la région Normandie, nuancés à une échelle plus fine par les facteurs géographiques locaux. La commune est, selon ce zonage, exposée à un « climat contrasté des collines », correspondant au Bocage normand, bien arrosé, voire très arrosé sur les reliefs les plus exposés au flux d’ouest, et frais en raison de l’altitude.
Pour la période 1971-2000, la température annuelle moyenne est de 10,1 °C, avec une amplitude thermique annuelle de 13,6 °C. Le cumul annuel moyen de précipitations est de 1 146 mm, avec 14,8 jours de précipitations en janvier et 9,2 jours en juillet. Pour la période 1991-2020, la température moyenne annuelle observée sur la station météorologique la plus proche, située sur la commune de Saint-Hilaire-du-Harcouët à 24 km à vol d'oiseau, est de 11,5 °C et le cumul annuel moyen de précipitations est de 929,5 mm,. Pour l'avenir, les paramètres climatiques de la commune estimés pour 2050 selon différents scénarios d’émission de gaz à effet de serre sont consultables sur un site dédié publié par Météo-France en novembre 2022.

## Urbanisme

### Typologie
Au 1er janvier 2024, Le Fresne-Poret est catégorisée commune rurale à habitat très dispersé, selon la nouvelle grille communale de densité à sept niveaux définie par l'Insee en 2022.
Elle est située hors unité urbaine et hors attraction des villes,.

### Occupation des sols
L'occupation des sols de la commune, telle qu'elle ressort de la base de données européenne d’occupation biophysique des sols Corine Land Cover (CLC), est marquée par l'importance des territoires agricoles (99,2 % en 2018), une proportion identique à celle de 1990 (99,2 %). La répartition détaillée en 2018 est la suivante : prairies (80,4 %), zones agricoles hétérogènes (18,9 %), forêts (0,8 %). L'évolution de l’occupation des sols de la commune et de ses infrastructures peut être observée sur les différentes représentations cartographiques du territoire : la carte de Cassini (XVIIIe siècle), la carte d'état-major (1820-1866) et les cartes ou photos aériennes de l'IGN pour la période actuelle (1950 à aujourd'hui).

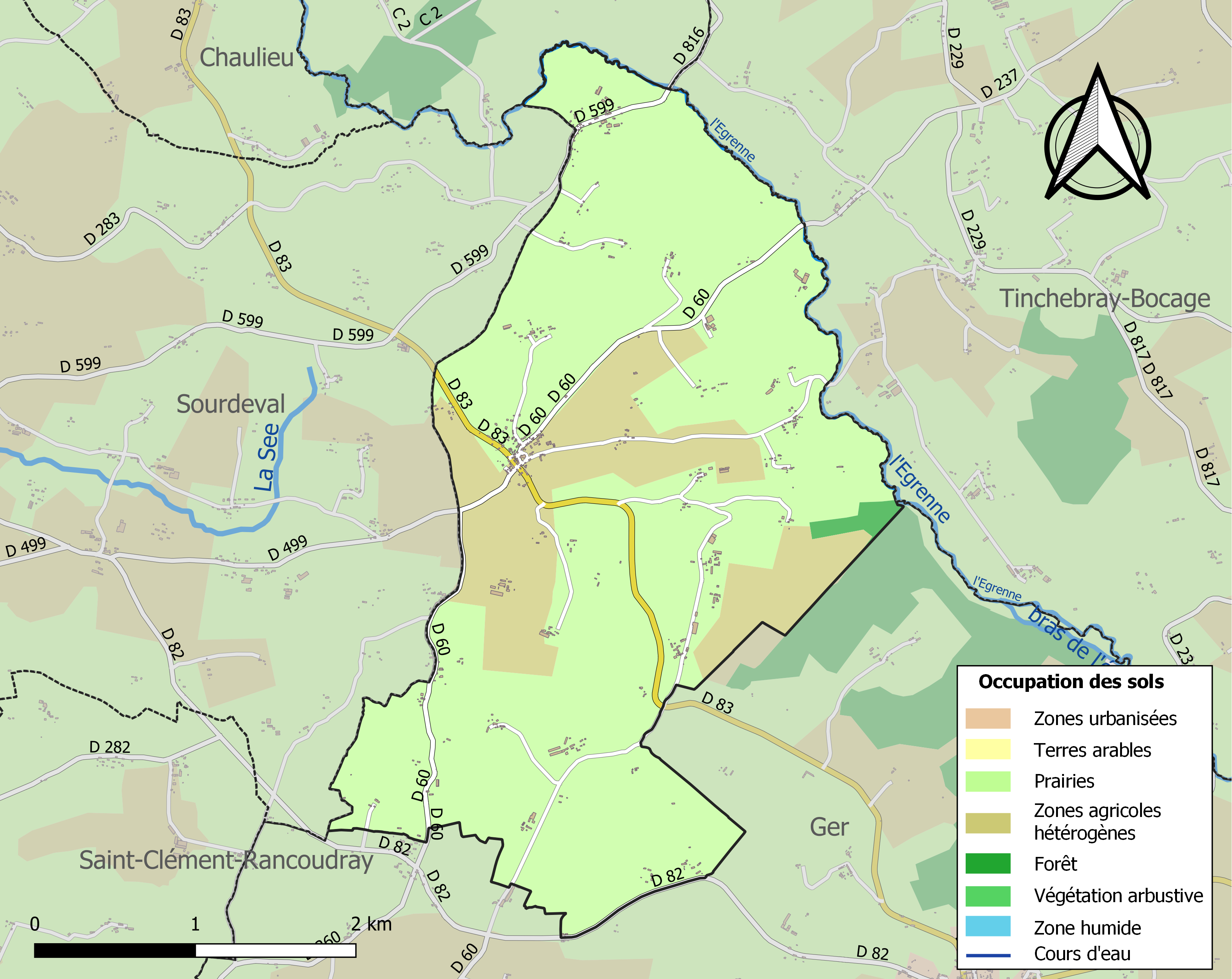
Carte des infrastructures et de l'occupation des sols de la commune en 2018 (CLC).

## Toponymie
Le nom de la localité est attesté sous les formes Villa Fraxini sans date, Le Fresne en 1398, de Fraxino en 1412, Le Frene Poret entre 1753 et 1785.
Fresne a pour origine l'arbre, le frêne, et Poret est un nom de famille. Cette explication vaut pour une appellation créée à l'époque médiévale, mais au XVIIIe siècle, cet ajout doit certainement correspondre à autre chose. Étant donné le grand nombre de toponymes homologues en Normandie, on peut penser qu'ici, le déterminant a simplement un rôle distinctif.
Le gentilé est Fresnais.

## Histoire
En 1082, Robert de Mortain donna la moitié de Fresnes lors de la fondation de la collégiale de Mortain.
Le Fresne-Poret fut la dernière commune de la Manche à être libérée lors de la bataille de Normandie par les 28e et 29e divisions d'infanterie américaines le 14 août 1944.

## Politique et administration
| Période                                                                                  | Période   | Identité               | Étiquette | Qualité          |
| ---------------------------------------------------------------------------------------- | --------- | ---------------------- | --------- | ---------------- |
| …1792                                                                                    | 1795…     | Jacques Lalouël        |           |                  |
| …1796                                                                                    | 1798…     | Jean Lalouël           |           |                  |
| 1798                                                                                     | 1799      | Julien Lalouël         |           |                  |
| 1800                                                                                     | 1813      | Jean-Jacques Moulin    |           |                  |
| 1813                                                                                     | 1821      | Jean-Charles Lalouël   |           |                  |
| 1821                                                                                     | 1828      | Michel-Gabriel Lalouël |           |                  |
| 1828                                                                                     | 1830      | Jean-Jacques Moulin    |           |                  |
| 1830                                                                                     | 1832      | Michel-Gabriel Lalouël |           |                  |
| 1832                                                                                     | 1845      | Jean-Baptiste Juhel    |           |                  |
| 1845                                                                                     | 1846      | Casimir Moulin         |           | Faisant fonction |
| 1846                                                                                     | 1851      | Casimir Moulin         |           |                  |
| 1851                                                                                     | 1852      | Claude-Louis Mauger    |           |                  |
| 1852                                                                                     | 1873      | Victor-Michel Juhel    |           |                  |
| 1873                                                                                     | 1892      | Charles Debon          |           |                  |
| 1892                                                                                     | 1892      | Emmanuel Moulin        |           |                  |
| 1892                                                                                     | 1915      | Prosper Buffard        |           |                  |
| 1915                                                                                     | 1919      | Auguste Levallois      |           |                  |
| 1919                                                                                     | 1922      | Victor Roulleaux       |           |                  |
| 1922                                                                                     | 1923      | Arthur Fourré          |           |                  |
| 1923                                                                                     | 1925      | Adrien Labiche         |           |                  |
| 1925                                                                                     | 1929      | Alexis Lecointre       |           |                  |
| 1929                                                                                     | 1933      | Fernand Favrie         |           |                  |
| 1933                                                                                     | 1935      | Gustave Bazin          |           |                  |
| 1935                                                                                     | 1940      | Alexis Lecointre       |           |                  |
| 1940                                                                                     | 1940      | Théophile Bazin        |           | Faisant fonction |
| 1940                                                                                     | 1942      | Gustave Moulin         |           |                  |
| 1942                                                                                     | 1953      | Ferdinand Sillère      |           |                  |
| 1953                                                                                     | 1986      | Albert Durand          |           |                  |
| 1986                                                                                     | mars 2001 | Daniel Hamon           | SE        | Agriculteur      |
| mars 2001                                                                                | 2020      | Nicole Miquelard       | SE        | Agricultrice     |
| 2020                                                                                     | En cours  | Pascal Grente          |           |                  |
| Une partie des données est issue de la liste établie par Jean. Pouëssel et Nicolas Garel |           |                        |           |                  |

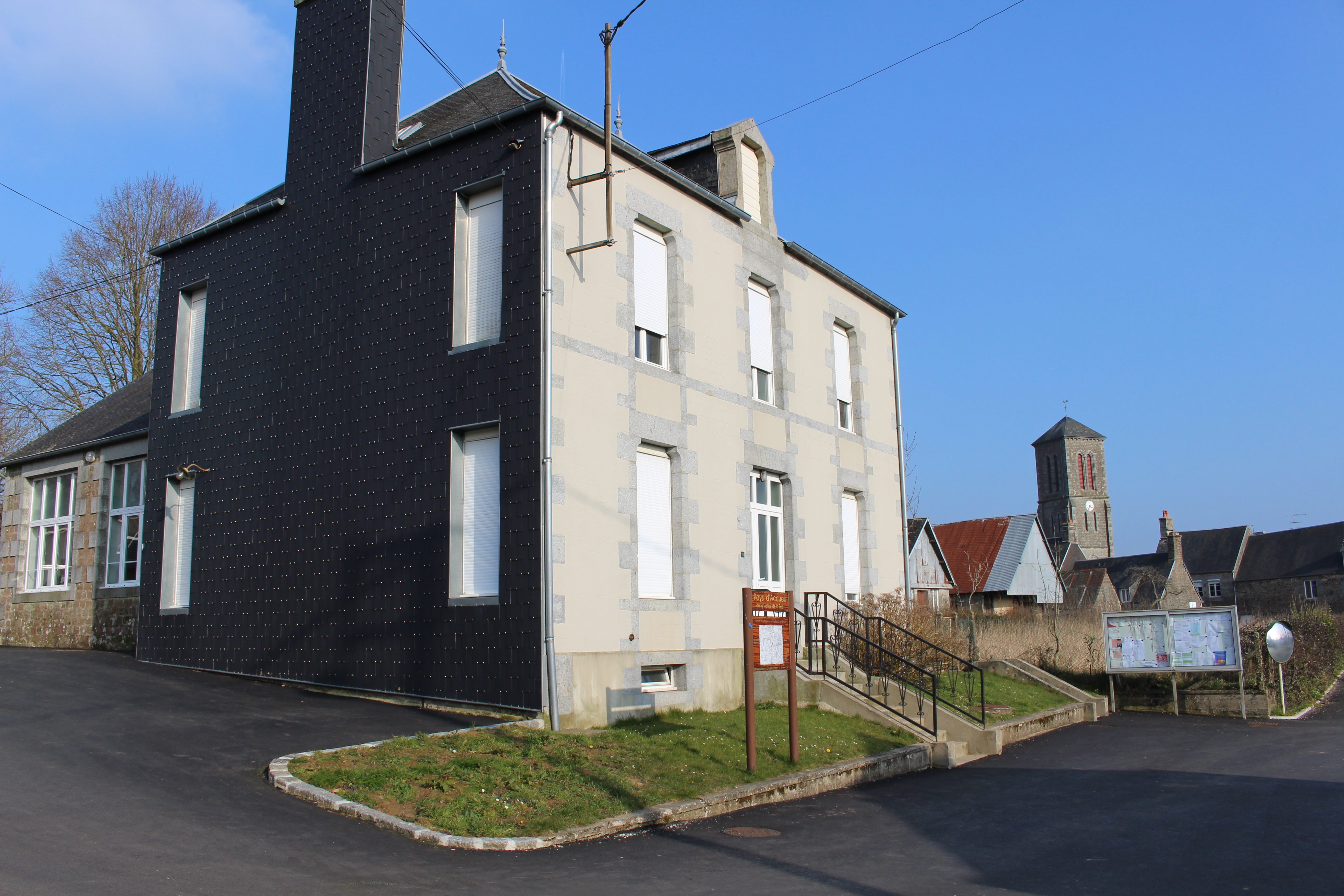
Mairie.

Le conseil municipal est composé de onze membres dont le maire et deux adjoints.

## Démographie
L'évolution du nombre d'habitants est connue à travers les recensements de la population effectués dans la commune depuis 1793. Pour les communes de moins de 10 000 habitants, une enquête de recensement portant sur toute la population est réalisée tous les cinq ans, les populations de référence des années intermédiaires étant quant à elles estimées par interpolation ou extrapolation. Pour la commune, le premier recensement exhaustif entrant dans le cadre du nouveau dispositif a été réalisé en 2007.
En 2022, la commune comptait 222 habitants, en évolution de +3,74 % par rapport à 2016 (Manche : −0,31 %, France hors Mayotte : +2,11 %).
Le Fresne-Poret a compté jusqu'à 1 095 habitants en 1841.
| 1793 | 1800 | 1806 | 1821 | 1831  | 1836  | 1841  | 1846  | 1851  |
| ---- | ---- | ---- | ---- | ----- | ----- | ----- | ----- | ----- |
| 900  | 849  | 986  | 976  | 1 006 | 1 076 | 1 095 | 1 048 | 1 009 |

| 1856 | 1861 | 1866 | 1872 | 1876 | 1881 | 1886 | 1891 | 1896 |
| ---- | ---- | ---- | ---- | ---- | ---- | ---- | ---- | ---- |
| 951  | 860  | 827  | 812  | 803  | 739  | 731  | 686  | 603  |

| 1901 | 1906 | 1911 | 1921 | 1926 | 1931 | 1936 | 1946 | 1954 |
| ---- | ---- | ---- | ---- | ---- | ---- | ---- | ---- | ---- |
| 590  | 580  | 560  | 481  | 448  | 459  | 463  | 427  | 396  |

| 1962 | 1968 | 1975 | 1982 | 1990 | 1999 | 2006 | 2007 | 2012 |
| ---- | ---- | ---- | ---- | ---- | ---- | ---- | ---- | ---- |
| 382  | 357  | 312  | 317  | 277  | 241  | 235  | 234  | 209  |

| 2017 | 2022 | - | - | - | - | - | - | - |
| ---- | ---- | - | - | - | - | - | - | - |
| 216  | 222  | - | - | - | - | - | - | - |

## Lieux et monuments
- Église Saint-Jean-Baptiste (fin XIXe siècle). Elle abrite un maître-autel en forme de tombeau (XVIIIe) orné au centre d'un médaillon figurant un pélican.
- Manoir du Logis (XVIe – XVIIe siècles), avec un colombier de 10 m de long et 6 m de large.
- Anciens moulins du Fresne et du Pont d'Auray.
- Croix de cimetière (XIXe siècle).
- Trois croix de chemin (XIVe et XXe siècles) dont celle au Dru.

## Personnalités liées à la commune
Étienne Juhel Deslandes (v. 1744-1824). Descendant d'une famille de maîtres drapiers de Vire, son grand-père Denis Juhel a fait partie de la délégation venue demander au ministre Colbert de nouveaux statuts pour les drapiers de Vire. Aubergiste, cultivateur, il se présente comme représentant du tiers état du bailliage de Mortain à l'Assemblée préliminaire aux États généraux qui se tient à Coutances. Il n'est pas retenu pour l'Assemblée parisienne. Il est conseiller municipal du Fresne-Poret. À cette même assemblée, Jean-Baptiste Quéruel, curé du Fresne-Poret, représentait le clergé. Claude Moulin-le-Bourdonné (v. 1737-1794), négociant, fut député du tiers état à l'Assemblée de Caen, administrateur du département de la Manche en 1791.
Il enverra deux de ses petits-fils, Victor Achille Juhel-Desmares et Louis Auvray (futur maire de Saint-Lô) à l'école polytechnique récemment créée. Son fils Jean Baptiste Juhel qui prend sa suite comme aubergiste sera maire de la commune du Fresne-Poret.